# The Best of Both Worlds (Lied)
The Best of Both Worlds ist ein Lied der US-amerikanischen Sängerin Miley Cyrus für die Disney-Fernsehserie Hannah Montana. Cyrus singt den Song als Hannah Montana, die das Alter Ego der Protagonistin der Serie, Miley Stewart, ist. Er wurde am 18. März 2006 als Debütsingle aus dem Hannah Montana-Soundtrack-Album veröffentlicht. The Best of Both Worlds ist der Titelsong der Fernsehserie.

## Hintergrund
Der Song wurde von Matthew Gerrard und Robbie Nevil geschrieben. Das Duo hat drei weitere Songs für den Hannah-Montana-Soundtrack geschrieben und schrieb auch Titel wie Nobody's Perfect„und Ice Cream Freeze (Let's Chill)“. Textlich ist der Song einer von mehreren Liedern („Just Like You“, „The Other Side of Me“, „Old Blue Jeans“, „Ordinary Girl“ und „Rock Star“), die ausdrücklich auf Stewarts Doppelleben als Montana anspielen: tagsüber eine normale Jugendliche, die von Nashville, Tennessee, nach Malibu, Kalifornien, gezogen ist, und nachts ein Popstar. In dem Song singt Cyrus über die Privilegien und Vorteile, die das Führen zweier Leben mit sich bringt, und verweist dabei auf Orlando Bloom, Konzerte, Freundschaft und Filmpremieren.

## Liveauftritte (Auswahl)
Cyrus verkleidete sich oft als Hannah Montana, wenn sie bei Konzerten und Fernsehauftritten „The Best of Both Worlds“ sang. Bei der Konzertaufzeichnung zur Promotion der ersten Staffel von Hannah Montana trug Cyrus Stiefel, Jeans, eine pinkfarbene Paillettenbluse, eine khakifarbene Jacke und eine blonde Perücke, um „The Best of Both Worlds“ und fünf weitere Lieder vorzutragen. Sie führte auch eine komplexe Choreografie auf und spielte einige Texte des Liedes mit den Background-Tänzern nach. Ein Auftritt mit dem Song wurde am 3. März 2006 auf dem Disney Channel als Werbevideo für den Titel und die Fernsehserie ausgestrahlt. Am 23. Juni 2006 sang Cyrus das Lied in Disney's Typhoon Lagoon. Cyrus sang den Song an zwanzig Terminen im Vorprogramm der 2006er Tournee The Party's Just Begun Tour von The Cheetah Girls.
Am 28. März 2007 trat Cyrus als Hannah Montana auf und sang den Song für Hannah Montana: Live in London im Koko. Die Veranstaltung wurde auf mehreren internationalen Disney-Kanälen ausgestrahlt. Am 20. Dezember 2007 sang Cyrus den Song als sie selbst in der Oprah Winfrey Show. „The Best of Both Worlds“ wurde später als Abschlussnummer auf Cyrus’ erster Best of Both Worlds Tour gespielt. Sie sang den Song als sie selbst und trug ein rosafarbenes Outfit, bestehend aus einem Tanktop, einem karierten Minirock, Turnschuhen und einer Jacke. Zuletzt sang sie „The Best of Both Worlds: The 2009 Movie Mix“ aus dem Hannah Montana – Der Film Soundtrack, zusammen mit acht anderen Liedern, bei den Konzertaufnahmen für die dritte Staffel von Hannah Montana; das Konzert fand am 10. Oktober in Irvine, Kalifornien, im Verizon Wireless Amphitheatre statt.

## Rezensionen
Heather Phares von AllMusic beschrieb den Song als „überdurchschnittlich gutes Songwriting“ und als einen der besten Tracks des Hannah-Montana-Soundtracks. Chris Willman von Entertainment Weekly verglich den Song mit den Musikstilen von Avril Lavigne, Ashlee Simpson und Britney Spears. Willman erklärte jedoch, das Konzept von „The Best of Both Worlds“ sei „eine nette Fantasie für Brangelina, aber eine seltsame, um sie kleinen Mädchen aufzudrängen“.

## Kommerzieller Erfolg

### Chartplatzierungen
The Best of Both Worlds erreichte Platz 92 der US-amerikanischen Billboard Hot 100 und hielt sich zwei Wochen lang in der Hitparade. Darüber hinaus erreichte die Single Rang 43 der britischen Charts sowie Rang 66 in Deutschland.
| ChartsChartplatzierungen       | Höchstplatzierung | Wochen |
| ------------------------------ | ----------------- | ------ |
| Deutschland (GfK)              | 66 (7 Wo.)        | 7      |
| Vereinigte Staaten (Billboard) | 92 (2 Wo.)        | 2      |
| Vereinigtes Königreich (OCC)   | 43 (2 Wo.)        | 2      |

### Auszeichnungen für Musikverkäufe
| Land/Region               | Auszeichnungen für Musikverkäufe (Land/Region, Auszeichnung, Verkäufe) | Verkäufe  |
| ------------------------- | ---------------------------------------------------------------------- | --------- |
| Vereinigte Staaten (RIAA) | Platin                                                                 | 1.000.000 |
| Insgesamt                 | 1× Platin ·                                                            | 1.000.000 |

Hauptartikel: Miley Cyrus/Auszeichnungen für Musikverkäufe